# Yu Nakasato
Yu Nakasato (中里 優 Nakasato Yu?), född 14 juli 1994, är en japansk fotbollsspelare som spelar för Nippon TV Beleza.
Yu Nakasato spelade 16 landskamper för det japanska landslaget.